# جغد خاکستری (فیلم)
جغد خاکستری (انگلیسی: Grey Owl) یک فیلم در ژانر زندگی‌نامه‌ای به کارگردانی ریچارد اتنبرا است که در سال ۱۹۹۹ منتشر شد.

## داستان

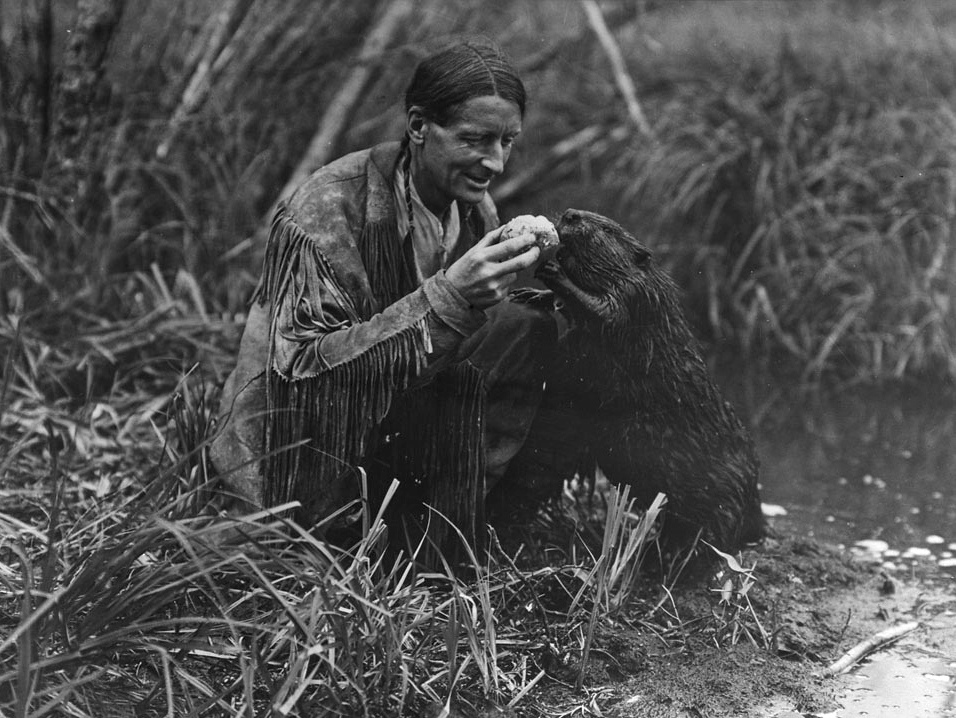
بخشی از فیلم جغد خاکستری

این فیلم گوشه‌هایی از شخصیت و اواخر زندگی جغد خاکستری و آشنایی او با یک زن از نژاد سرخپوست موهاک به نام آناهارو (Anahareo) را روایت می‌کند.
مردی انگلیسی به نام آرچی بلانی، به دلیل شیفتگی به طبیعت وحش، در ۱۷ سالگی به کانادا می‌رود. او ادعا می‌کند یک سرخ‌پوست دو رگه از قبیله آپاچی است و نام «جغد خاکستری» را برای خود می‌گزیند و مثل مردم سرخ‌پوست زندگی می‌کند. آرچی با یک دختر سرخپوست واقعی به نام آناهارو آشنا می‌شود. آناهارو یا پونی که با خشونت مخالف است سبب می‌شود آرچی به یک طرفدار محیط زیست تبدیل شود و یک کتاب دربارهٔ طبیعت وحشی کانادا بنویسد. آرچی شهرتی جهانی می‌یابد، اما کسانی که هویت واقعی او را می‌دانند، برایش دردسر ایجاد می‌کنند.

## پخش در ایران
فیلم «جغد خاکستری» در دی ۱۳۷۹ در چند سینما در ایران به نمایش درآمد.
این فیلم در تابستان ۱۳۸۰ توسط بنیاد سینمایی فارابی از طریق «مؤسسه هنرهای تصویری حوزه هنری» با زبان اصلی و زیرنویس فارسی پخش شد.
همچنین در پاییز یا زمستان ۱۳۸۲ به صورت دوبله فارسی از شبکه یک سیما در برنامه «سینما یک» پخش شد. که در آن سعید مظفری به جای پیرس برازنان بازیگر نقش آرچی صبحت کرد.
این دوبله توسط شبکه نمایش در دهه ۱۳۹۰ بازپخش شد.

## بازیگران
- پیرس برازنان
- چارلز پاول
- گراهام گرین
- ناتانئیل آرکند
- رنی اشرسون
- سرژ هود